# リッチモンド・K・ターナー (ミサイル巡洋艦)
| USS Richmond K. Turner (CG-20) |                                            |
| 艦歴                           |                                            |
| 発注:                          |                                            |
| 起工:                          | 1961年1月9日                               |
| 進水:                          | 1963年4月6日                               |
| 就役:                          | 1964年6月13日                              |
| 退役:                          | 1995年3月31日                              |
| その後:                        | 標的艦として1998年8月9日に海没処分         |
| 除籍:                          | 1995年3月31日                              |
| 性能諸元                       |                                            |
| 排水量:                        | 満載：7,630トン                            |
| 全長:                          | 533 ft                                     |
| 全幅:                          | 55 ft                                      |
| 吃水:                          | 26 ft                                      |
| 機関:                          | ギヤード蒸気タービン2基2軸 4缶、85,000 shp |
| 最大速:                        | 34ノット                                   |
| 航続距離:                      | 8,000海里（20ノット時）                    |
| 兵員:                          | 士官37名、兵員408名                        |
| 兵装:                          |                                            |
| 航空機:                        |                                            |
| モットー:                      | America's Battle Cruiser                   |

リッチモンド・K・ターナー (USS Richmond K. Turner, DLG/CG-20) は、アメリカ海軍のミサイル巡洋艦。リーヒ級ミサイル巡洋艦の5番艦。艦名はリッチモンド・K・ターナー海軍大将に因んで命名された。

## 艦歴
リッチモンド・K・ターナーは1961年1月9日にニュージャージー州カムデンのニューヨーク造船所で起工する。1964年6月13日に就役し、8月10日にフィラデルフィア海軍造船所を出港、バージニア州ヨークタウンおよびノーフォーク、キューバのグアンタナモ湾を経由し母港のカリフォルニア州サンディエゴに向かう。パナマ運河通過後メキシコのアカプルコを訪問し、サンディエゴには1964年9月11日に到着した。
1965年6月4日、太平洋西部への最初の配備のためサンディエゴを出港する。リッチモンド・K・ターナーは南シナ海で第77任務部隊に加わり、ミサイル護衛艦として空母コーラル・シー(USS Coral Sea, CVA-43)、インディペンデンス(USS Independence, CV-62)およびオリスカニー(USS Oriskany, CV-34)の支援を行った。
リッチモンド・K・ターナーは1965年9月にトンキン湾での捜索救助駆逐艦部隊に配属される。同任務の期間に8名のパイロットを救出し、任務が終了するとスービック海軍基地を離れ12月8日にサンディエゴに到着する。
1966年10月15日にサンディエゴを出港、再び東南アジア海域へ向かい、1967年3月28日に母港に帰還するとその後海軍兵学校生の訓練巡航で真珠湾へ向かう。
1968年6月10日に3度目のベトナム配備に出港し、1968年12月にサンディエゴへ帰還するまでアジア海域での艦隊作戦に貢献した。
その後リッチモンド・K・ターナーは南部カリフォルニア作戦海域での対潜水艦戦訓練艦としての任務に従事する。2月に海軍長官の巡航が行われ、3月1日にはサンディエゴ海軍基地において艦載ミサイルシステムの広範囲なアップグレード作業に入る。作業の完了後訓練と海外展開のための準備に入り、1970年1月には4度目の西太平洋配備に入る。
1970年3月4日に日本の横須賀に到着し、その後2ヶ月間を日本海での作戦任務に従事する。1960年6月から7月にかけてベトナム沖合で活動し、その後グアム、真珠湾経由で8月にサンディエゴに帰還する。
1971年3月22日にリッチモンド・K・ターナーはメイン州バスに向けて出港し、4月27日にバス鉄工所に到着する。リッチモンド・K・ターナーは5月5日に予備役となり、海軍のミサイル巡洋艦対空戦闘能力増強プログラムの下改修が行われる。作業の終了後リッチモンド・K・ターナーは1972年5月17日にバス鉄工所で再就役した。
就役後は7ヶ月にわたってアメリカ東海岸沿岸、カリブ海で様々な試験、回復訓練及び演習を行う。1972年11月22日にロードアイランド州ニューポートへ帰還し、1973年1月9日まで同地に留まった後、ボストン海軍工廠入りし二ヶ月間の調整が行われる。3月にボストンを出港し、リッチモンド・K・ターナーは1973年にUNITAS巡航で南アメリカへ展開した。
リッチモンド・K・ターナーは1975年7月に CG-20 （ミサイル巡洋艦）へ艦種変更され、1976年7月4日にはアメリカ建国200周年記念のニューヨークにおける国際観閲式に参加した。
1998年8月9日にリッチモンド・K・ターナーは SINKEX 演習の標的艦としてプエルトリコ近海で海没処分となる。攻撃はフィリピン・シー(USS Philippine Sea, CG-58)、ソーン(USS Thorn, DD-988)、ニコルソン(USS Nicholson, DD-982)および第3空母航空団を含むエンタープライズ戦闘集団によって行われた。

## 歴代艦長
1. ダグラス・C・プレート大佐 CAPT Douglas C. Plate 1964年6月 - 1965年8月
2. アルパイン・W・マクレイン大佐 CAPT Alpine W. McClain 1965年8月 - 1967年5月
3. フロイド・E・スミス大佐 CAPT Floyd E. Smith 1967年5月 - 1968年12月
4. カーソン・R・ウォーレイ大佐 CAPT Carson R. Worley 1968年12月 - 1970年8月
5. ケネス・G・ヘインズ CAPT Kenneth G. Haynes 1970年8月 - 1971年5月
6. ルシエン・カポネ・ジュニア大佐 CAPT Lucien Capone, Jr. 1972年5月 - 1974年5月
7. ジェームズ・A・ライオンズ・ジュニア大佐 CAPT James A. Lyons, Jr. 1974年5月 - 1975年6月
8. ウィリアム・W・サリヴァン大佐 CAPT William W. Sullivan 1975年6月 - 1977年8月
9. ロジャー・O・サイモン大佐 CAPT Roger O. Simon 1977年8月 - 1980年1月
10. ジェラルド・E・グネッコウ大佐 CAPT Gerald E. Gneckow 1980年1月 - 1983年1月
11. デービッド・B・ロビンソン大佐 CAPT David B. Robinson 1983年1月 - 1984年7月
12. ヴァンス・H・モリソン大佐 CAPT Vance H. Morrison 1984年7月 - 1986年2月
13. ジョン・D・ルーク大佐 CAPT John D. Luke 1986年2月 - 1988年3月
14. ロナルド・L・ラシター大佐 CAPT Ronald L. Lassiter 1988年3月 -
15. ジェームス・L・バーク大佐 CAPT James L. Burke 1990年5月 -
16. ジョン・W・オーリン大佐 CAPT John W. Allin 1992年6月 - 1995年4月